# Урзенбах (Берн)
Урзенбах (нім. Ursenbach BE) — громада  в Швейцарії в кантоні Берн, адміністративний округ Верхнє Ааргау.

## Географія
Громада розташована на відстані близько 33 км на північний схід від Берна.
Урзенбах має площу 9,2 км², з яких на 5,9% дозволяється будівництво (житлове та будівництво доріг), 62,9% використовуються в сільськогосподарських цілях, 31% зайнято лісами, 0,2% не є продуктивними (річки, льодовики або гори).

## Демографія
2019 року в громаді мешкало 879 осіб (-5,5% порівняно з 2010 роком), іноземців було 4,2%. Густота населення становила 96 осіб/км².
За віковим діапазоном населення розподілялося таким чином: 19,3% — особи молодші 20 років, 60,6% — особи у віці 20—64 років, 20% — особи у віці 65 років та старші. Було 382 помешкань (у середньому 2,2 особи в помешканні).
Із загальної кількості 447 працюючих 112 було зайнятих в первинному секторі, 206 — в обробній промисловості, 129 — в галузі послуг.